# Europarådets ministerkommitté
Europarådets ministerkommitté är Europarådets beslutsfattande organ som i sin formella form består av utrikesministrar från alla medlemsstater. Ministrarna möts en gång om året, vanligen i maj, under det så kallade ministermötet. Under resten av året representeras staterna i det löpande arbetet av sina ställföreträdare som är stationerade på de permanenta representationerna i Strasbourg. Vanligtvis har ministerkommittén möte varje onsdag.
Besluten i ministerkommittén bereds vanligtvis i särskilda rapportörsgrupper som behandlar olika teman så som demokratifrågor, frågor om mänskliga rättigheter, budgetfrågor samt rättsliga och sociala frågor. Ministerkommittén är därför ett forum där medlemsstaterna på jämlika grunder formulerar lösningar på utmaningar som rör organisationens verksamhetsområden. Tillsammans med Parlamentariska församlingen övervakar ministerkommittén upprätthållandet av Europarådets fundamentala värden och medlemsstaternas åtaganden under Europarådets stadga. 
Ordförandeskapet roterar halvårsvis mellan medlemsländerna i alfabetisk ordning. 